# 法家
法家，又稱法家思想、法家學說，指的是一種在中国历史中提倡以法制国（有別於現代法治社會）的思想学派。
法家起源於中國的春秋戰國時期，不過在當時並未有人稱這種學派為「法家」，到了西漢時期，司馬談在《論六家要旨》一書中将這一學派命名为「法家」。在《漢书·艺文志》中，列法家为“中國九流”之一。法家的理論體系成熟得很晚，但其渊源很早，源头可往上追溯到夏朝時的“理官”。春秋战国时期，法家思想被管仲、李悝、子产、吳起、商鞅、慎子、申子、乐毅、剧辛、李斯等一批學者大力发展，逐漸變為一個成體系的学派，並最終由战国末期的韓非集大成。在漢朝時，漢朝官員們对法家学说加以收集、分類、总结，並讓這套思想成為漢朝治理国家的基礎。
法家治国的方式完全从“统治者的角度”出发，以审视中國战国时期的各類社會问题。其實法家学说的創作者們沒有一個屬於最高層的统治階級，但他們仍然希望讓自己的思想被统治者所用。法家指出统治者如何有效组织和控制政府，使国家财富和领土得到最大限度的增加。法家认为，要扩大疆域、增加财富，只能以君主专制，即统治者在其领域内的绝对个人权力，才能实现。
法家在战国时期盛行的各种思想学派中脱颖而出。依靠法家思想，商鞅在公元前360-338年期间，在秦国推行了商鞅变法。商鞅变法是秦国能统一六国的重要原因。

## 起源与发展

### 历史背景
法家是中國古代在中国兴起的众多思想思潮之一。在春秋战国严重的制度危机的背景下，产生了异常丰富政治思想，也被后世认为是百家争鸣的年代。
周代的社会将人分为两大类：庶民和世袭贵族。世袭贵族效忠于地方上的封地统治者，并获得官职和政治权力。封地统治者则对周天子效忠。 周朝奉行礼和刑的原则，礼只对贵族适用，而刑只对庶民适用(刑不上大夫，禮不下庶民)。
周代初始，周王根据个人能力、君臣关系和军事实力，对政府保持严格控制。由于中央集权体制尚未发达，他们把权力通过分封制下放给诸侯。 当周王无法再授予新的封地时，其势力便开始衰落，而诸侯开始认同自己的地区而非中央， 诸侯便开始了长期的分裂敌对关系。 贵族家族因其祖上的威望而变得非常重要，拥有巨大的权力。
到了春秋时期（公元前771-476年），周朝的政治结构逐渐解体。周朝的世界陷入了对立的诸侯国之间、诸侯和臣下的贵族世家之间、贵族世家之间、贵族世家内部的对立支系之间的斗争中。政治上，诸侯开始直接任命其国家官员，为其出谋划策、管理国家。从松散的封建制度逐渐成就了一定的官僚化与中央集权。致使世袭特权的衰落，并带来“从上至下的社会改革”。在公元前四世纪，各诸侯国一定程度实现中央集权，但彼此的争斗進而加剧，也就进入了战国时期。
在经济上，铁器的引入彻底改变了农业。农业产量提高促进了荒地的开发和人口的增长，同时加速了城市化和经济的商业化。在军事上，产生了弓弩等新技术以及新的军事组织形式，使贵族式的战车军队被农民应征入伍的大规模步兵军队所取代，从而使战争的规模和复杂性急剧增加。而在社会上，诸侯国中的世袭贵族部分為更广泛的“士”所取代，而士族的地位主要取决于其能力，而非血统。这些深刻的变化需要用新的方法来处理各种行政、经济、军事、社会和伦理问题。
战国时期的思想家大多与时俱进，各家各派都试图以其思想，来实现社会政治的稳定。随着战争愈加血腥、有破坏性，在没有足够的外交手段来解决冲突的情况下，大多数思想家和政治家都认识到，天下一统是实现和平与稳定的唯一途径。如何实现统一、稳定天下，便成为各家思想争相探讨的核心话题。法家对这个问题提供了最令人信服的答案，也因此成就了此意识形态的吸引力。
一些主要的法家思想家，如商鞅，是其时代中重要的改革者。法家在行政和社会上多有创新，最愿意摒弃过去规范，更务实，更注重结果。另一方面，法家对传统文化和道德持轻视态度，对接受过的士族批判的态度，赢得了相当大的敌意。从长期来看，西汉时期司马谈的观察似乎正确：法家方针在短期内非常有效，但从长期来看，吸引力就大打折扣。相比之下，儒家学说通常被认为是中国的主要思想。儒家反对法律专制，虽然刑法最早在公元前6世纪，便已刻制在青铜器上。对于儒家来说，经典是知识的来源。 正统儒家多认为，组织上的细节不需由君主和大臣考虑，而应留给其下属，并希望臣屬制衡统治者。

### 法家的起源
有学者认为法家起源于管夷吾。管仲重视教育，其改革使国家直接在村级实行征税和经济专制，并将行政责任从贵族转移到专业官僚身上。管仲辅佐齐桓公，在国内行政管理方面进行改革，包括户籍登记、划定国家内部的行政区、颁布法律，并将其抄录下来，张贴在全国各地，供主公的臣民参考。
从管仲的活动中，可以看出两个主要特点。第一，管仲的基本理念是，要提高政府行政能力，以达成齐桓公的称霸的心愿，需要一定程度的官僚专业知识。第二个特点是更彻底地背离了传统的规范。管仲承认，有效统治不能仅依靠贤君作为道德楷模，而必须有赏罚和刑法。这与周朝封建结构的基本信念背道而驰，因为周朝的封建结构在此前希望通过贵族领袖人格魅力，以尧、舜的方式，仅以道德改造来实现有序统治。
在管仲之前，有学者认为，普遍观念是颁行法律，就等于君主承认自身德行有缺失，破坏统治合法性。管仲的法典以及齐国取得的突出成就，使刑法在社会中的作用受承认。而法的作用也是法家的重要支柱。虽然如此，管仲却并非哲学家，也无意发展思想理论。因此，现在通常认为商鞅、申不害、慎到及韩非四人为法家的代表人物。

### 法家著作
汉代列举的十部法家典籍中，有两部相对完整地传世，另外两部仅有極不残缺的片段。现存成书最早的是《商君书》，据称为商鞅所著。商鞅是秦国的政治家、其变法改革导致了秦国崛起，成为周代大国。《商君书》部分章节几乎可以肯定是商鞅本人所写，而另一些章节可能出自他的弟子和追随者之手，但也有少数章节是在他死后几十年甚至上百年之后才著成的。尽管如此，《商君书》的思想观点相对一致，很可能反映了商鞅学派的思想。
现存的第二本著作为《韩非子》，据称为韩非所著。《韩非子》保存相当完好，汉代所列举的五十五个章节均得以传世。关于全书是否为韩非所撰，仍有争论。各章之间在文体和论证方式上的巨大差异，使不少学者怀疑《韩非子》为多人所作。另一方面，这些差异是反映了韩非思想的成熟过程，或是为了适应不同受众，而且大多数篇章呈现出连贯一致的观点，所以大多数篇章也可能确实出自韩非之手。《韩非子》被认为在哲学上和文学上，都比《尚书》更有吸引力，在中国、日本和西方都有较多的研究。
此外，有部分内容传世的法家著作包括《申子》和《慎子》。其他几部文献在思想上契合法家思想，如《管子》中的数章。《管子》名义上由齐国改革家管仲（公元前645年）所著，但实际上是在公元前四世纪至二世纪之间产生的。另一部著作为《吕氏春秋》，《吕氏春秋》雖為雜家作品，但收錄不少關於法家思想的篇章。（约公元前240年）。

## 不同时代的法家

### 春秋时代

#### 立法目的
《管子》：法者，所以興功懼暴也；律者，所以定分止爭也；令者，所以令人知事也。大意是說「法律政令具有懲惡揚善、確定權利義務歸屬、維護統治秩序等作用。」
齐国稷下学派慎到：立天子君也。天下无一贵，则理无由通，通理以为天下也。权衡，所以立公正也；书契，所以立公信也；度量，所以立公审也；法制礼籍，所以立公义也。

#### 管子官营经济
管子偏向利用行政垄断商业手段囤积财富。譬如，行政特许行业“官山海”，囤积居奇“以重射輕，以賤泄平”，对外采用重商主义经济战略。齐国在管仲治理下，以增加国库财富为目标，因为依管仲之见，一者，民众贫困可使社会太平安分（貧困就會以食為第一要務，確保執政者地位），二者，国家需要大量钱财以购置兵车打仗。

### 战国秦汉法家
战国时期，与东方诸国不同，西方几个诸侯国发展公有制和奴隶制经济，并压制国内市场和商业发展。

#### 商鞅变法
商鞅变法改变了战国时代的秦国，因此常被誉为法家的首要代表人物。商鞅出身于魏国，但于秦国执政了大约二十年，期內彻底改变秦国。商鞅变法的特点是实行中央集权、由政府管理经济、创建新的税收制度、实行度量衡（在当时非常重要）、加大扩军强军；而后世最强调的则是其实行的严酷刑法。
为实现中央集权，商鞅进行土地改革。“开阡陌封疆”标准化地块大小，建立国家授田制。“设相告以坐”建立连坐问责。“重市关之租”提升关卡收费和市场租金。“军功爵”以军功论爵位废除世袭贵族。“平斗桶、权衡、丈尺”建立标准度量衡。

### 韩非
戰國時期人物韓非（著《韓非子》）匯聚了儒、道、法的「法」、「術」、「勢」三派思想，乃「法家思想集大成者」。
韓非在儒家荀子的理論上，吸收了关于人性的简介，認為人是“性惡”，进而他认为这种性惡，不但對普通人，就連親子間關係也是這種特質。韓非對道家老子《老子》也有所研究，能運用老子的無為等思想闡發自己的想法。韩非研究了各種法家學說后，總結出「法」、「術」、「勢」三者，缺一不可；主张君主必須配合運用此三者，并控制臣民的经济独立和人身自由，才能建立有效统治。
根据《史记》记载，韩非作为韩国公子，著書《韩非子》，因口吃、言語不流畅，未能當上官員，秦王政看了《韩非子》一書，極為讚賞，一心想要見韓非，韓非的同窗李斯當時是秦国大臣，設計迫其入秦国朝见，入秦後，韓非被李斯設局監禁，害死於獄中，故韓非一直没有能参與什麼大政。
名家鄧析也曾被列入法家，《四庫全書》將其歸入子部法家類，其首倡「刑名之論」，操「兩可之說」，被視為玩弄巧辯之術，講究邏輯哲學，「刑名不一」，采取混淆概念，寻找司法、行政的漏洞，是法家的对手，後代大多把他們列入名家。从另一个角度来说，它们作为伴生品，與主流法家一起推进了法家的发展。

#### 从封建到专制中央集权和郡县制
秦朝李斯建立的郡县制和君主独裁的中央集权以侵略战争为目标，高税收和重徭役。
意识形态扫荡：先采用焚書坑儒消除过去的各种宗教哲学流派，之后上“行督責書”，汉武帝时代开始独尊儒术，形成“表儒内法”（或“儒家法家化”）的中国王朝特色国体。

#### 考古发现
目前发现的最早考古证据，为湖北省云梦县云梦楚王城大量出土的竹简——云梦秦简——和「封泥印」，记录了大量法条、判例、执行方法和执法经过，可能是秦国经过商鞅变法后流传过来的，说明那时奴隶制和计划经济的国家形态。体现了秦汉时期的伍什连坐、奴隶制、“国家授田制”法条、法例。
商鞅变法土地制度问题：由于西汉的大儒董仲舒认为“秦，用商鞅之法，改帝王之制，除井田，民得买卖。”故中国学者坚持商鞅是私有化土地。而楚地出土的云梦秦简明确土地是不能买卖的，另一方面，《商君书》记载又与楚地的“秦律”竹间一致。

## 法儒關係
春秋戰國時期從未有組織或學派叫「法家」，而只是在西漢司馬談的《論六家要旨》命名「法家」。但往往所謂法家代表人物都由儒家培養出來。例如：儒家代表人物荀子的兩位學生韓非子和李斯都被歸類為法家。而孔子弟子、孔門十哲之一子夏在晉國西河地方辦學，培養很多法家代表人物例如李克、吳起等。
钱穆说：“魏文侯是先秦政治界一大怪杰。文侯实为春秋转变战国的一大关鍵。文侯手下有子贡弟子田子方，子夏及其弟子李悝、段干木，又曾子之子曾申的弟子吴起等。曾子、子游、有子等在积弱的鲁国，只好讲些仪文小节的礼，幸亏得李悝、吴起等在魏从事政治活动，始将儒道发扬光大。故孔子死后，儒家形成鲁魏两派......法家乃是从儒家出来的。儒家在初时只讲礼，只讲政治活动，到后来曾子等人却退化来讲仪文小节。但传到魏国去的一派却仍然从事政治活动，遂把儒家原来的宗旨发扬光大。通常总认曾子、孟子一派为后来儒家的正宗，其实就儒家的本旨论，法家毋宁算是儒家的正宗，曾子孟子等在鲁国的一支反而是别派。」

## 评价

### 古代学者观点
中国古代對法家的評價，多認為其將人性的灰暗面描述的太過刻薄，而忽略人性的光輝面。
荀子乃戰國時期趙國人，著名思想家、教育家，儒家代表人物之一，提倡性惡論。荀子認為人與生俱來就想滿足慾望，若慾望得不到滿足便會發生爭執，因此主張人性生來是「惡」的，「其善者偽也」（偽，人為），須要「師化之法，禮義之道」，通過「注錯習俗」、「化性起偽」對人的影響，才可以為善。
荀子弟子韓非與李斯，變為法家重要人物，他們將儒家荀子重視的「禮」推進為「法」，以法制來威鎮士大夫與庶民。韓非同時也吸取了道家黃老之術，歸本於老子，講究無為，理想為「君無為，法無不為」。
朱熹对法家之批判有二：
- 一是只见刑名，“蓋老氏之学浅于佛而其失亦浅，正如申韩之学浅于杨墨而其害亦浅”[26]；“杨墨之害甚于申韩，佛老之害甚于杨墨，杨氏为我疑于仁，墨氏兼爱疑于义，申韩则浅陋”[27]。
- 二是惨核少恩，“后世之论刑者不知出此，其于申商之刻薄者，既无足论矣”[28]。

### 近现代学者观点
钱穆认为：「儒家在初时只讲礼，只讲政治活动，到后来曾子等人却退化来讲仪文小节。但传到魏国去的一派却仍然从事政治活动，遂把儒家原来的宗旨发扬光大。通常总认曾子、孟子一派为后来儒家的正宗，其实就儒家的本旨论，法家毋宁算是儒家的正宗，曾子孟子等在鲁国的一支反而是别派。」
清华大学历史系教授秦晖则认为：「从西周转向秦朝，是中国另一次巨大的变局。在这次变局中，法家战胜儒家建立了秦制，之后，这种儒表法裡的格局延续了两千多年」「新文化运动值得反思的一点正在于搞错了斗争的主要敌人，不应是“儒表”，而是“法裡”。」，他还认为「当时没有重点批判法家是重大失误」。
南开大学历史系教授刘泽华认为，法家思想中充斥着钳制言论自由、愚民弱民、极力维护君主独裁、重农抑商、限制人口流动、对外侵略等一系列与法西斯主义相通的因子。

## 引用
1. 1 2 3 4 5 6 7 8 9  Robert Eno.  (PDF). （原始内容存档 (PDF)于2021-01-02）.
2. 1 2 3 4 5 6 7 8 9 10 11 12 13 14  Pines, Yuri. . 2014-12-10  [2020-04-23]. （原始内容存档于2021-03-25）.
3. ↑  K. K. Lee, 1975 p. 24. Legalist School and Legal Positivism, Journal of Chinese Philosophy Volume 2.
4. ↑  Yu-lan Fung 1948. p. 155. A Short History of Chinese Philosophy. https://books.google.com/books?id=HZU0YKnpTH0C&pg=PA155 （页面存档备份，存于）
5. 1 2  Herrlee G. Creel, 1974 p. 124. Shen Pu-Hai: A Secular Philosopher of Administration, Journal of Chinese Philosophy Volume 1.
6. ↑  Edward L. Shaughnessy. China Empire and Civilization p26
7. 1 2  Lewis, Mark E., 1999, “Warring States: Political History,” in The Cambridge History of Ancient China: From the Origins of Civilization to 221 B.C., Michael Loewe and Edward L. Shaughnessy (eds.), Cambridge: Cambridge University Press, 587–650.
8. ↑  Jay L. Garfield, William Edelglass 2011, p. 59 The Oxford Handbook of World Philosophy https://books.google.com/books?id=I0iMBtaSlHYC&pg=PA59 （页面存档备份，存于）
9. ↑  Zhengyuan Fu, 1996 China's Legalists p. 4
10. ↑  Wagner, Donald B., 1993, Iron and Steel in Ancient China. Leiden: Brill.
11. ↑  Pines, Yuri, 2013, “Between Merit and Pedigree: Evolution of the Concept of ‘Elevating the Worthy’ in pre-imperial China,” in: The Idea of Political Meritocracy: Confucian Politics in Contemporary Context, Daniel Bell and Li Chenyang (eds.), Cambridge: Cambridge University Press, 161–202.
12. ↑  Pines, Yuri, "Legalism in Chinese Philosophy", The Stanford Encyclopedia of Philosophy (Winter 2014 Edition), Edward N. Zalta (ed.), 1.2 Historical Context. http://plato.stanford.edu/archives/win2014/entries/chinese-legalism/ （页面存档备份，存于）
13. ↑  Pines, Yuri, 2000, “‘The One That Pervades the All’ in Ancient Chinese Political thought: The Origins of ‘The Great Unity’ Paradigm,” T’oung Pao 86 (4–5): 280–324.
14. ↑  David K Schneider May/June 2016 p. 20. China's New Legalism
15. ↑  Knoblox Xunzi 148
16. ↑  Creel 19
70. p.107. What Is Taoism? https://books.google.com/books?id=5p6EBnx4_W0C&pg=PA107 （页面存档备份，存于）
17. ↑  Chad Hansen, 1992 p. 359 A Daoist Theory of Chinese Thought https://books.google.com/books?id=nzHmobC0ThsC&pg=PA359 （页面存档备份，存于）
18. ↑  http://www.indiana.edu/~p374/Legalism.pdf （页面存档备份，存于） R Eno, Indiana University
19. ↑  Peng He 2014. p. 85. Chinese Lawmaking: From Non-communicative to Communicative. https://books.google.com/books?id=MXDABAAAQBAJ&pg=PA85 （页面存档备份，存于）
20. ↑  张, 觉. . 知识产权出版社. 2012. ISBN 9787513010931.
21. ↑  郑良树. . 1987.
22. ↑  Goldin, Paul R., 2013, “Han Fei and the Han Feizi,” in: Dao Companion to the Philosophy of Han Fei P. R. Goldin, (ed.), Dordrecht: Springer, 1–21.
23. ↑  《慎子·威德篇》-公元前395年，慎到，赵国人
24. ↑  《管子·国蓄》
25. 1 2  《从先秦学术思想变迁大势观测老子的年代》
26. ↑  . 第22册. 上海古籍出版社 安徽教育出版社. 2002: 第1958页.
27. ↑  朱熹. . 卷6.
28. ↑  . 第20册. : 第656页.
29. ↑  .   [2021-10-02]. （原始内容存档于2021-11-10）.
30. ↑  秦晖《法家与秦制》
31. ↑   刘泽华《先秦法家关于君主专制主义的理论》

## 代表人物
春秋時期
- 齊國管仲
- 鄭國子產

戰國時期
- 李悝
- 吳起
- 申不害
- 商鞅
- 慎到
- 劇辛
- 李斯
- 韓非

## 代表著作
- 《荀子》：性惡篇第二十三
- 《商君書》
- 《韓非子》
- 《法经》
- 《呂氏春秋》內有部份論及法家思想篇章。

## 西方类似理论
- （著有《君主論》）